# Eragrostis cataclasta
Eragrostis cataclasta är en gräsart som beskrevs av Elisa G. Nicora. Eragrostis cataclasta ingår i släktet kärleksgrässläktet, och familjen gräs. Inga underarter finns listade i Catalogue of Life.